# Clifton (Nova Jersey)
Clifton és una població dels Estats Units a l'estat de Nova Jersey. Segons el cens del 2008 tenia 78.219 habitants.

## Demografia
Segons el cens del 2000, Clifton tenia 78.672 habitants, 30.244 habitatges, i 20.354 famílies. La densitat de població era de 2.688,1 habitants/km².
Dels 30.244 habitatges en un 28,9% hi vivien nens de menys de 18 anys, en un 51,3% hi vivien parelles casades, en un 11,5% dones solteres, i en un 32,7% no eren unitats familiars. En el 27,9% dels habitatges hi vivien persones soles el 13,7% de les quals corresponia a persones de 65 anys o més que vivien soles. El nombre mitjà de persones vivint en cada habitatge era de 2,59 i el nombre mitjà de persones que vivien en cada família era de 3,2.
Per edats la població es repartia de la següent manera: un 21,6% tenia menys de 18 anys, un 7,7% entre 18 i 24, un 30,7% entre 25 i 44, un 22,5% de 45 a 60 i un 17,6% 65 anys o més.
L'edat mediana era de 39 anys. Per cada 100 dones de 18 o més anys hi havia 88,1 homes.
La renda mediana per habitatge era de 50.619 $ i la renda mediana per família de 60.688 $. Els homes tenien una renda mediana de 40.143 $ mentre que les dones 32.090 $. La renda per capita de la població era de 23.638 $. Aproximadament el 4,3% de les famílies i el 6,3% de la població estaven per davall del llindar de pobresa.

## Poblacions properes
El següent diagrama mostra les poblacions més properes.